# Council of Federated Organizations
Le Council of Federated Organizations ou COFO est une organisation fondée en août 1962 à Clarksdale dans le Mississippi par des membres de la National Association for the Advancement of Colored People (NAACP), du Congress of Racial Equality (CORE), du Student Nonviolent Coordinating Committee (SNCC), et de la Southern Christian Leadership Conference (SCLC) afin de mobiliser les électeurs afro-américains du Mississippi pour qu'ils s'inscrivent sur les listes électorales et votent. Il est soutenu financièrement par le Voter Education Project (en).

## Histoire et organisation
Devant les multiples obstacles que les mouvements suprémacistes imposaient pour décourager les Afro-Américains du Mississippi à s'inscrire sur les listes électorales (95% d'entre eux n'étaient pas inscrits) les divers mouvements des droits civiques décident de se fédérer au sein d'une organisation pour coordonner leurs actions pour le droit de vote, c'est ainsi que naît le Council of Federated Organizations (COFO),.
Les organisations du Mississippi qui se coalisent sont le Student Nonviolent Coordinating Committee (SNCC) dirigé par Bob Moses (activist) (en), le Congress of Racial Equality (CORE) sous la direction de Tom Gaither et la National Association for the Advancement of Colored People (NAACP) dirigée par Aaron Henry et la branche locale de la Southern Christian Leadership Conference (SCLC),.
Les dirigeants se réunissent en août 1962 à Clarksdale pour établir les statuts et missions du COFO, y sont élus Aaron Henry au poste de président, le révérend RLT. Smith au poste de trésorier, l'avocate Carsie Hall au poste de secrétaire, Bob Moses au poste de directeur de projet et Dave Dennis (activist) (en) est élu à la tête de la commission exécutive,.
En 1963, le COFO établit son siège au 1017, John R. Lynch Street à Jackson dans l'état du Mississippi.

## Le programme et les actions du COFO
Les membres du COFO ont lancé différentes action pour amener les Afro-Américains du Mississippi à s'inscrire sur listes électorales : porte à porte, réunions de quartier, explication des démarches pour s'inscrire, initiation à la vie politique pour comprendre les enjeux des élections, des brochures et des dépliants sont édités,.
Le programme aboutit à ce que 80 000 Afro-Américains s'inscrivent sur les listes électorales.
Ce succès politique conduit les organisateurs du COFO à lancer le Freedom Summer (l'été de la liberté) pour amplifier le mouvement, lancer un été (juin à août 1964) consacré à des activités de formation civique et politique de la population afro-américaine du Mississippi. C'est ainsi que le Student Nonviolent Coordinating Committee (SNCC), la National Association for the Advancement of Colored People (NAACP) et le Congress of Racial Equality (CORE), parties prenantes du COFO font appel à des étudiants des états du nord des États-Unis, principalement des blancs,. Un millier d'étudiants blancs se joignent au Freedom Summer.
Dans la nuit du 21 au 22 juin 1964, trois militants des droits civiques, James Chaney, Andrew Goodman et Michael Schwerner, qui s'étaient joints au Freedom Summer, sont assassinés par des membres du Ku Klux Klan et des policiers du comté de Neshoba (Mississippi) dirigés par le shérif Cecil Price. Ce triple meurtre fait la une de l'actualité jusqu'à la découverte de leurs cadavres le 4 août 1964,,. Cette tragédie est suivie d'un enquête du FBI pendant l'automne 1964, les assassinats s'étant produits dans l'état du Mississippi par des citoyens du Mississippi l'affaire doit être jugée dans l'état, aussi le FBI transmet le dossier de l'enquête aux autorités judiciaires de l'état du Mississippi, le jugement aboutit à un non lieu pour les 21 personnes personnes inculpées, c'est au prix de nombreux recours que peu à peu les coupables seront condamnés.
La conjonction du Freedom Summer et du triple meurtre ont attiré l'attention sur les revendications des Afro-Américains du Mississippi et des états du sud ségrégationnistes sur l'ensemble des États-Unis, préparant ainsi des décisions juridiques comme le Civil Rights Act de 1964 et le Voting Rights Act de 1965.
Parallèlement, le 26 avril 1964, pour faire entendre sa voix au sein du Parti démocrate, le COFO est à l'initiative de la création du Mississippi Freedom Democratic Party (MFDP). En effet, les responsables du Parti démocrate ont empêché la plupart des Afro-Américains à participer à la Convention nationale du parti préparant les élections présidentielles de novembre 1964. Face à ce refus le COFO crée un parti pour obtenir des délégués au congrès. Le MFDP, ouvert à tous (noirs ou blancs), élit des représentants pour les envoyer à la Convention nationale du Parti démocrate, d'août 1964,. La délégation du MFDP est dévalorisée par les membres du Parti démocrate, leur reprochant leur manque d'expérience et de formation politique, cela dit la notoriété du COFO et du MFPD dans les médias amène le président Lyndon B. Johnson à proposer un compromis en acceptant deux délégués pour la Convention nationale, le MFPD par la voix, entre autres de Fannie Lou Hamer, refuse le compromis " Nous ne sommes pas venus ici pour deux sièges !",.
Malgré tout, les buts du COFO sont atteints, les Afro-Américains se sont inscrits majoritairement, le président Lyndon B. Johnson promulgue le Civil Rights Act de 1964 puis le Voting Rights Act de 1965, des membres du COFO ne voient plus de raisons à maintenir cette alliance, en juillet 1965 le COFO se dissout pour transférer son action politique au MFDP.
En 2011, l'université d'état de Jackson (Mississippi) ouvre le COFO Civil Rights Education Center, continuant le projet initial : former des élites politiques issues des classes défavorisées,.

## Pour approfondir